# Edulcorant
Es coneix com edulcorant a la substància que proporciona a un aliment un gust dolç. A part de la sacarosa (el sucre comú), són d'ús corrent edulcorants com la sacarina, l'aspartam, el ciclamat, la taumatina, etc., tot i que la seva naturalesa química no té res a veure amb els sucres naturals. és a dir, que serveix per dotar de sabor dolç un aliment o producte que d'una altra forma té sabor amarg o desagradable. Dins dels edulcorants trobem els d'alt valor calòric, i els de baix valor calòric, que es fan servir com a substituts del sucre. En tots dos tipus trobem edulcorants naturals i artificials. Però la majoria dels baixos edulcorants en calories són d'origen artificial. Una classe important de substituts del sucre són coneguts com a edulcorants d'alta intensitat. Aquests tenen una dolçor diverses vegades superior a la del sucre comú de taula. És a dir, posseeixen un major poder edulcorant.
En poques paraules, és la capacitat duna substància per causar sensació de dolçor. Aquesta es mesura subjectivament prenent com a base de comparació o referència a la sacarosa, en una solució de 30g de sacarosa per litre de solució a 20 °C, a la qual es dona un valor arbitrari de 1 o de 100. Per exemple, en prendre com a referència el valor arbitrari de 100, el poder edulcorant del sucre és 100 ja que aquest és 100% sacarosa. A causa d'això cal molta menor quantitat d'edulcorant per poder assolir la dolçor esperada, i la contribució d'energia és sovint insignificant. La sensació de dolçor causada per aquests components és de vegades notablement diferent de la sacarosa, de manera que freqüentment aquests són usats amb barreges complexes que aconsegueixen una sensació de dolçor més natural.

## Tipus d'edulcorants
Els edulcorants poden ser de dos tipus, artificials, com la sacarina, ciclamats, etc., que no aporten calories, i naturals com la fructosa, el sorbitol, etc., que sí que ho fan, encara que menys que la glucosa. Els edulcorants tenen interès en dietes hipocalòriques per a malalties com la diabetis mellitus i l'obesitat. Convé sempre llegir la composició dels edulcorants que estan en el mercat, ja que gairebé sempre solen ser barreges de diversos productes, i així saber allò que un pren.
Si la sacarosa reemplaçada ha contribuït a la textura del producte, aleshores sovint també es necessita un agent de farciment. Això pot ser vist en begudes suaus etiquetades com a «dietètiques» o «light», les quals contenen edulcorants artificials i freqüentment tenen una sensació al paladar notablement diferent, o en els substituts del sucre de taula, que barregen maltodextrines com un edulcorant intens per assolir una sensació de textura satisfactòria.

### Sucres
- Fructosa. Sol conèixer-se com "sucre per a diabètic". S'utilitza en l'elaboració de postres i productes per a diabètics. Té un poder edulcorant 1,7 vegades comparat amb el de la sacarosa o sucre de taula.

- Glucosa. Component de la sacarosa i, bàsicament, el que alimenta les cèl·lules.

- Sacarosa Sucre de taula, majorment obtinguda de la remolatxa (que conté un 15%) o de la canya de sucre (25% de contingut en sacarosa).

### Substituts naturals del sucre

#### Poliols
- Eritritol o E-968.

- Lactitol o E-966. Edulcorant artificial baix en calories. S'empra per a confeccionar dolços baixos en calories. És un edulcorant recomanable en la diabetis. Menys dolç que la sacarosa però més estable que l'aspartam.

- Maltitol o E-965.

- Manitol o E-421.

- Sorbitol o E-420. És un poliol que té els mateixos avantatges i inconvenients que la fructosa, però pot causar diarrea si es consumeix en excés. És l'edulcorant que contenen generalment els xiclets "sense sucre". No ha de prendre's més de 5 xiclets al dia. En el fetge pot transformar-se en glucosa i fructosa.

- Xilitol o E-967. Poliol d'intensitat de sabor dolç idèntica a la sacarosa, molt utilitzat en la indústria de les llaminadures, i xiclets, té un efecte de refredament en el paladar.

#### Altres
- Glucòsids d'esteviol (E-960) extrets de la Stevia. Endolceixen 300 vegades més que el sucre.

- Taumatina o E-957.

### Substituts artificials del sucre
- Acesulfam de potassi o E-950. No és metabolitzat per l'organisme i endolceix 200 vegades més que el sucre.

- Aspartam o E-951. És dels més recents, i el seu poder edulcorant s'aproxima a la sacarina, encara que se li atribuïx la generació de tumors cerebrals, ceguesa i convulsions, havent-se demostrat mitjançant assajos clínics a nivell mundial que no era cert. El seu consum està molt estès en les grans empreses. Està prohibit als individus que pateixen de fenilcetonúria. Perd capacitat edulcorant quan se'l sotmet a temperatures superiors a 30 °C (o més baixes) de forma prolongada. El seu poder edulcorant és 200 vegades superior al de la sacarosa. Una cullerada d'aquest edulcorant sols aporta 2 calories a la dieta. És una font important de fenilalanina i manitol, l'excés dels quals pot produir trastorns com diarrea, tot això a causa d'un desequilibri basat en l'acció del manitol, té a veure amb l'absorció aquosa per part de l'intestí prim. Segons Reuters, l'Agència Internacional de Recerca sobre el Càncer preveu declarar-lo possiblement cancerigen el juliol del 2023.[5]

- Sal d'acesulfam-aspartam o E-962.

- Ciclamat o E-952. Amb un poder edulcorant 50 vegades superior al del sucre. El Còdex Alimentari ho inclou com additiu alimentari. Els ciclamats estan prohibits als Estats Units i al Japó.

- Neohesperidina dihidrocalcona o E-959. Elaborada a partir de la taronja amarga.

- Neotame o E-961.

- Sacarina o E-954. S'ha demostrat que a dosis habituals no és tòxic (menys de 2,5 g al dia). Un flascó de sacarina líquida ha de durar almenys un mes.

- Isolmaltitol o E-953. Un poliol.

- Sucralosa o E-955. Va Ser descoberta el 1976. Es fabrica a partir del sucre, i és 600 vegades més dolça que aquest. Més de 100 estudis científic asseguren que pot ser consumida per qualsevol persona. A més, en 1990 va ser aprovada per l'Administració d'Aliments i Fàrmacs (FDA) dels Estats Units.